# Gli incubi di Hazel
(Gli Incubi di Hazel)
Gli Incubi di Hazel (titolo originale Hazel's Phantasmagoria) è il romanzo d'esordio dello scrittore newyorkese Leander Deeny, edito per la prima volta nel 2008 sia negli Stati Uniti che all'estero, con notorietà internazionale. Nel 2009 sono stati acquistati i diritti per il film.

## Trama
Hazel, una bambina di 8 anni, è costretta a trascorrere tre settimane di vacanza come ospite nel fatiscente maniero della terribile zia Eugenia, con l'unica compagnia dello strambo cugino Isambard.

Quando la noia sembra oramai insopportabile, Hazel fugge dalla casa e scopre che nell'immenso bosco lì vicino si nascondono delle strane creature, che lei chiama “incubi”: Geoff (un incrocio tra un gorilla e un ghepardo), Francis (un incrocio tra uno struzzo e una rana) e Noel (un incrocio tra un pitone e un porcospino). Hazel decide quindi di trascorrere quel che resta della sua vacanza forzata a terrorizzare l'antipatica zia Eugenia.
Dopo alcune peripezie Hazel scopre che è stato Isambard a creare i tre mostri , e che lo ha fatto per uccidere la madre e vendicare così la prematura morte del padre, che lei ha causato involontariamente durante un pomeriggio allo zoo. Prima che Isambard possa attuare il suo piano però Geoff  interviene e si rivolta contro il suo padrone, impedendogli di uccidere zia Eugenia. Dopo questo evento Isambard scompare ed Eugenia decide di cercarlo senza l’aiuto di nessuno. Dopo la scomparsa del cugino la bambina trascorre il resto del tempo coccolata dalla zia.

## Personaggi
Hazel: protagonista della storia, odia sua zia Eugenia e prova a divertire il cugino facendo inscenare alla servitù una stramba opera ideata da Isambard stesso.
Eugenia: colpevole involontaria della morte del marito, passa le notti insonni per paura dei mostri creati a sua insaputa dal figlio. Non riesce a ricordare il nome della nipote, chiamandola  spesso "Noce" (mentre Hazel vuol dire “nocciola”).    
Isambard: figlio di Eugenia, medita vendetta contro la madre.
Signora Dungeon: cuoca che cucina sempre il sugo di carne.
Signor Pude: vecchio maggiordomo.
Signor Boynce: giardiniere.
Francis: struzzorana, cioè un incrocio tra uno struzzo e una rana.
Geoff: gorillopardo, cioè un incrocio tra un gorilla e un leopardo.
Noel: pitospino, cioè un incrocio tra un pitone e un porcospino.

## Edizioni
- Leander Deeny, Gli Incubi di Hazel, traduzione di Stefania di Natale, I ed., collana Nuova Narrativa Newton, Newton Compton, 2008,  p. 204, ISBN 978-88-541-1208-7.